# Veddah
Els Veddah o Vedda (plural veddehs o veddes) o Wanniyala-Aetto ('éssers de la selva') són un poble indígena de Sri Lanka. La seva designació habitual de Veddas o Veddah prové de l'idioma tàmil: vedar que bvol dir "caçadors". Al Mahavansa se'ls esmenta com a yakkha (plural yakkhes).
S'han trobat a Sri Lanka restes humanes de fa 18 mil anys que mostren una continuïtat genètica amb els veddah o wanniyala-aetto. Els estudis d'ADN estableixen a més que tenen avantpassats comuns amb molts cingaleses, el poble majoritari de Sri Lanka.
Originalment els wanniyala-aetto eren caçadors-recol·lectors. Utilitzaven arcs i fletxes en la cacera, recol·lectaven les plantes silvestres i mel. Després molts wanniyala-eetto també van practicar l'horticultura itinerant; obren camps a la selva amb el mètode de tala i crema, anomenat chena a Sri Lanka. En la costa de l'est practiquen àdhuc la pesca.
El 1950, el Govern de Sri Lanka va obrir el seu territori als colons singalalesos. Els boscos van ser arrasats, els terrenys de caça inundats i milers de colons van anar a instal·lar-se a la zona. El 1983, l'últim refugi forestal del wanniyala-eetto va ser convertit en parc nacional de Maduru Oya i es va desplaçar forzadamente als seus habitants a llogarets, amb la prohibició de tornar al bosc sense autorització.

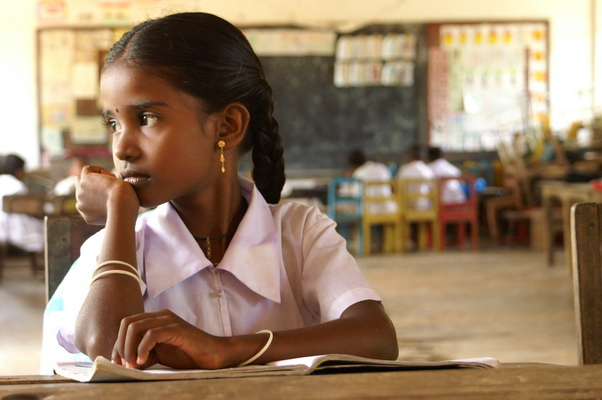
Nena vedda en una escola de Dambana, districte de Badulla, província de Raïm.

Diferents observadors afirmen que els wanniyala-aetto i especialment la seva cultura, estan desapareixent. Les restriccions legals sobre el bosc, i després la guerra civil, han interromput les seves formes tradicionals de vida. A més, la seva assimilació cultural amb altres poblacions locals s'ha produït durant molt temps. Molts camperols pobres singalesos o tàmils són ara considerats com "veddes" pels seus compatriotes. Els matrimonis mixts entre "veddes" i singalesos són molt freqüents. Els wanniyala-aetto han adoptat la llengua dels seus veïns: al sud-est de Sri Lanka, especialment en l'entorn de Bintenne a la província d'Uva i també en el districte del nord o Anuradhapura han adoptat la llengua singalesa. A les àrees costaneres de la província de l'est, sobretot entre Batticaloa i Trincomalee es troben grups que parlen tàmil.
L'antropòloga Dr. Wiveca Stegeborn ha estudiat als veddes des de 1977 i afirma que les seves dones joves són enganyades perquè acceptin contractes com a treballadores domèstiques als països àrabs de l'Orient Mitjà, quan de fet són víctimes del tràfic humà per a prostitució o venudes com a esclaves sexuals.